# Zamčanje
Zamčanje (Servisch cyrillisch Замчање) is een plaats in de Servische gemeente Kraljevo. De plaats telt 31 inwoners (2002).